# Giacomo Pueroni
Giacomo Pueroni (Torino, 6 gennaio 1964 – Gorizia, 18 febbraio 2017) è stato un fumettista italiano. Ha vissuto e lavorato a Gorizia.

## Biografia
Dopo essersi diplomato presso l'Istituto d'Arte di Gorizia, inizia a lavorare nel campo della grafica pubblicitaria e nel frattempo disegna strisce umoristiche pubblicate su riviste dedicate al fandom, Inside Star Trek e Shadows on the moon. Le strisce sono caratterizzate da un tono volutamente parodistico e sono basate su serie fantascientifiche esistenti.
Nel 1996 Pueroni entra a far parte dello staff di disegnatori di Zona X della casa editrice Sergio Bonelli Editore, testata per la quale disegna la storia Cleopatra 2000, ambientata nell'universo narrativo di Legione stellare. Nel 1999 passa alla squadra di disegnatori di Jonathan Steele, sempre per la Sergio Bonelli Editore. Il suo esordio avviene sulle pagine del numero 3 "Sfida nella città sommersa", storia disegnata assieme a Teresa Marzia. La sua prima storia come disegnatore completo è il sesto numero della serie, intitolato Il prigioniero. Pueroni rimane all'interno nel team del personaggio, proposto in una nuova serie pubblicata dalla Star Comics a partire dal 2004, a seguito della chiusura della testata da parte della Sergio Bonelli Editore.
La collaborazione con Federico Memola, autore in Zona X e creatore di Jonathan Steele, continua nel 2006, con la realizzazione del volume Harry Moon pubblicato da 001 Edizioni, personaggio che sarà ripreso nel 2010 in una serie pubblicata da Planeta De Agostini, con un primo numero disegnato da Pueroni.
Oltre al lavoro per la Sergio Bonelli Editore, dal 2005 insieme a Miriam Blasich e Luca Vergerio, con i quali crea il Gruppo Fumatti, realizza la serie di fantascienza Anjce.
Dal 2009 realizza illustrazioni per la rivista Robot pubblicata da Delos Books. Una delle illustrazioni per Robot gli varrà il Premio Italia nel 2016.
Nel 2012 realizza, insieme a Guido Masala, una storia per la testata Nathan Never della Sergio Bonelli Editore. Nel 2014, su matite di Andrea Bormida, disegna il numero 9 della serie Dragonero.
Ha inoltre pubblicato storie brevi per altre case editrici, come Edizioni Arcadia e Coniglio Editore.
Dal 2016, Pueroni ha iniziato a raccontare sul suo blog la propria esperienza con la sclerosi laterale amiotrofica. L'interruzione del lavoro come disegnatore ha generato iniziative per supportarlo, come la pubblicazione in digitale da parte della Sergio Bonelli Editore delle storie apparse sui numeri 22, 23 e 24 di Jonathan Steele e sui numeri 249 e 287 di Nathan Never.
Giacomo Pueroni è morto all'ospedale di Gorizia il 18 febbraio 2017 all'età di 53 anni, a causa di complicazioni dovute alla malattia.

## Pubblicazioni

### Jonathan Steele

#### Prima serie
- Federico Memola (testi), Tiziano Scanu/Teresa Marzia e Giacomo Pueroni (disegni); Sfida nella città sommersa, in Jonathan Steele n. 3, Sergio Bonelli Editore, giugno 1999.
- Federico Memola (testi), Teresa Marzia e Giacomo Pueroni (disegni); La regina delle fate, in Jonathan Steele n. 4, Sergio Bonelli Editore, luglio 1999.
- Federico Memola (testi), Giacomo Pueroni (disegni); Il popolo dei sogni, in Jonathan Steele n. 6, Sergio Bonelli Editore, settembre 1999.
- Federico Memola (testi), Giacomo Pueroni (disegni); Il prigioniero, in Jonathan Steele n. 7, Sergio Bonelli Editore, ottobre 1999.
- Federico Memola (testi), Giacomo Pueroni (disegni); Il volo dell'Albatross, in Jonathan Steele n. 22, Sergio Bonelli Editore, gennaio 2001.
- Federico Memola (testi), Giacomo Pueroni (disegni); La donna dai due volti, in Jonathan Steele n. 23, Sergio Bonelli Editore, febbraio 2001.
- Federico Memola (testi), Antonella Platano e Giacomo Pueroni (disegni); Il momento di uccidere, in Jonathan Steele n. 24, Sergio Bonelli Editore, marzo 2001.
- Federico Memola (testi), Giacomo Pueroni (disegni); L'arma invincibile, in Jonathan Steele n. 35, Sergio Bonelli Editore, gennaio 2002.
- Federico Memola (testi), Giacomo Pueroni (disegni); Il muro dell'odio, in Jonathan Steele n. 41, Sergio Bonelli Editore, luglio 2002.
- Federico Memola (testi), Giacomo Pueroni (disegni); La guerra segreta, in Jonathan Steele n. 53, Sergio Bonelli Editore, luglio 2003.
- Federico Memola (testi), Giacomo Pueroni (disegni); La fine della Crimson Seven, in Jonathan Steele n. 63, Sergio Bonelli Editore, maggio 2004.

#### Seconda serie
- Federico Memola (testi), Giacomo Pueroni (disegni); Straniero in terra straniera, in Jonathan Steele n. 4, Star Comics, 2005.
- Federico Memola (testi), Giacomo Pueroni (disegni); I segreti di Atlantide, in Jonathan Steele n. 10, Star Comics, 2005.
- Federico Memola (testi), Giacomo Pueroni (disegni); C'era una volta un ladro, in Jonathan Steele n. 20, Star Comics, 2006.
- Federico Memola (testi), Giacomo Pueroni (disegni); Doppia morte, in Jonathan Steele n. 35, Star Comics, 2007.
- Federico Memola (testi), Giacomo Pueroni (disegni); Trafficanti di anime, in Jonathan Steele n. 44, Star Comics, 2008.

### Harry Moon
- Federico Memola (testi), Giacomo Pueroni (disegni); L'uomo dei due mondi, in Harry Moon n. 0, 001 Edizioni, 2006, ISBN 9788895208039.
- Federico Memola (testi), Giacomo Pueroni (disegni); Guerra invisibile, in Harry Moon n. 1, Planeta-De Agostini, 2010, ISBN 9788467488685.[13]

### Altri albi della Sergio Bonelli Editore
- Federico Memola (testi), Giacomo Pueroni (disegni); Cleopatra 2000, in Zona X n. 25, Sergio Bonelli Editore, luglio 1997.
- Stefano Vietti (testi), Guido Masala e Giacomo Pueroni (disegni); Cielo di fuoco, in Nathan Never n. 249, Sergio Bonelli Editore, febbraio 2012.
- Stefano Vietti (testi), Max Bertolini, Michela Da Sacco, Ivan Fiorelli, Oskar, Giacomo Pueroni e Stefano Santoro (disegni); Guerra futura: anno 2115 - Invasione marziana, in Universo Alfa n. 13, Sergio Bonelli Editore, novembre 2013.
- Luca Enoch (testi), Andrea Bormida e Giacomo Pueroni (disegni); Il tocco che uccide, in Dragonero n. 9, Sergio Bonelli Editore, febbraio 2014.
- Stefano Vietti (testi), Gino Vercelli, Giacomo Pueroni, Francesco Mortarino e Luciano Regazzoni (disegni); Dipartimento 51 - Interferenze, in Universo Alfa n. 15, Sergio Bonelli Editore, novembre 2014.
- Stefano Piani (testi), Guido Masala e Giacomo Pueroni (disegni); La rapina, in Nathan Never n. 287, Sergio Bonelli Editore, aprile 2015.

### Altre pubblicazioni
- Giacomo Pueroni (testi), Giacomo Pueroni (disegni); Non temerò alcun male, in Mangaka n. 1, Coniglio Editore, luglio 2009.[3][9]
- Giacomo Pueroni e Francesco Donato (testi), Giacomo Pueroni (disegni); Istinto naturale, in Mangaka n. 2, Coniglio Editore, 2009.
- Federico Memola (testi), Giacomo Pueroni (disegni); Legione Stellare - Il vagabondo dello spazio, in Arcadia presenta n. 1, Edizioni Arcadia, 2011.[8]
- Alessandro Mainardi (testi), Giampiero Casertano, Giacomo Pueroni e Manuela Nerolini (disegni); Roba del 1922, in Don Camillo a fumetti n. 3, ReNoir Comics, 2011, ISBN 9788865670392.
- Alessandro Mainardi (testi), Giampiero Casertano (matite) e Giacomo Pueroni (disegni); Gerda, in Don Camillo a fumetti n. 4, ReNoir Comics, 2012, ISBN 9788865670514.
- Roberto Cardinale e Stefano Nocilli (testi), Giacomo Pueroni (disegni); Djed, in Kepher n. 3, Star Comics, febbraio 2012.

## Premi
- 2016: Premio Italia per la migliore illustrazione, Tu non esisti, pubblicata su Robot numero 74.[2]